# Liège-Bastogne-Liège 2022
Cet article concerne l'édition masculine de Liège-Bastogne-Liège. Pour la course féminine, voir Liège-Bastogne-Liège féminin 2022.
Le Liège-Bastogne-Liège 2022 est la 108e édition de cette course cycliste masculine sur route. 
Il a lieu le 24 avril 2022 dans les provinces de Liège et de Luxembourg, en Belgique, et fait partie du calendrier UCI World Tour 2022 en catégorie 1.UWT. Il est remporté par le Belge Remco Evenepoel de l'équipe Quick-Step Alpha Vinyl.

## Présentation
La course est organisée par le RC Pesant Club Liégeois et la société Amaury Sport Organisation. La course a une longueur de 254,7 kilomètres. Depuis 2019, l'arrivée de la course est revenue dans le centre de Liège et est jugée comme en 2020 et 2021 sur le quai des Ardennes. Entre 1992 et 2018, l'arrivée avait été déplacée à Ans.

### Parcours
Par rapport à l'édition de 2021, le parcours est quelque peu modifié : entre Sprimont et Dolembreux, la côte des Forges est supprimée. 
| Num | Nom                                 | km    | Longueur (m) | Pente moyenne | km de l'arrivée |
| --- | ----------------------------------- | ----- | ------------ | ------------- | --------------- |
| 1   | Côte de la Roche-en-Ardenne         | 76    | 2 900        | 5,6 %         | 183,5           |
| 2   | Côte de Saint-Roch                  | 123,5 | 1 000        | 11,2 %        | 136             |
| 3   | Côte de Mont-le-Soie                | 164,5 | 4 000        | 6,1 %         | 95              |
| 4   | Côte de Wanne                       | 172,5 | 2 800        | 7,4 %         | 87              |
| 5   | Côte de Stockeu (Stèle Eddy Merckx) | 179   | 1 000        | 12,5 %        | 80,5            |
| 6   | Côte de la Haute-Levée              | 183,5 | 3 600        | 5,6 %         | 73              |
| 7   | Col du Rosier                       | 197,5 | 4 400        | 5,9 %         | 62              |
| 8   | Côte de Desnié                      | 211   | 1 600        | 8,1 %         | 43,5            |
| 9   | Côte de La Redoute                  | 224   | 2 000        | 8,9 %         | 30,5            |
| 10  | Côte de la Roche aux faucons        | 241   | 1 300        | 11 %          | 13,5            |

### Équipes
Vingt-cinq équipes participent à cette course : les dix-huit WorldTeams et sept ProTeams.
| WorldTeams (18)- AG2R Citroën Team - Astana Qazaqstan Team - Bahrain Victorious - Bora-Hansgrohe - Cofidis - EF Education-EasyPost - Groupama-FDJ - Ineos Grenadiers - Intermarché-Wanty-Gobert Matériaux - Israel-Premier Tech - Jumbo-Visma - Lotto-Soudal - Movistar Team - Quick-Step Alpha Vinyl - BikeExchange-Jayco - Team DSM - Trek-Segafredo - UAE Team Emirates ProTeams (7)- Alpecin-Fenix - Arkéa-Samsic - Equipo Kern Pharma - TotalEnergies - Sport Vlaanderen-Baloise - Uno-X Pro Cycling Team - Bingoal Pauwels Sauces WB |
| |

### Favoris
En l'absence des Slovènes Primož Roglič (blessure au genou) et Tadej Pogačar (décès de la mère de sa compagne), le principal favori est Julian Alaphilippe (Quick-Step Alpha Vinyl) mais le champion du monde français n'a pas paru au meilleur de sa forme au sommet du Mur de Huy lors de la Flèche wallonne disputée quatre jours auparavant. L'équipe Ineos Grenadiers, forte de ses victoires dans plusieurs classiques printanières, compte principalement sur le Colombien Daniel Martínez alors que le team Bahrain Victorious aligne le Slovène Matej Mohorič, candidat sérieux à la victoire mais aussi le Belge Dylan Teuns, l'homme en forme tout auréolé de sa victoire à la Flèche et de facto candidat au doublé ardennais. Pour sa dernière participation à LBL, le vétéran espagnol Alejandro Valverde (Movistar), encore deuxième à la Flèche, est souvent en lice pour disputer la victoire. La présence inhabituelle de Wout van Aert (Jumbo Visma) à Liège place d'office le Belge parmi les favoris. Parmi les autres favoris ou outsiders, on peut aussi citer le Russe Aleksandr Vlasov (Bora Hansgrohe), les Français Benoît Cosnefroy (AG2R Citroën) et Romain Bardet (Team DSM), le Canadien Michael Woods (Israel Premier Tech) et le Belge Remco Evenepoel (Quick-Step Alpha Vinyl) pour sa première participation à la Doyenne. Cette classique ardennaise est aussi la dernière participation de Philippe Gilbert, le régional de Remouchamps âgé de 39 ans, vainqueur en 2011, qui met un terme à sa carrière en fin de saison.

## Déroulement de la course
En début de course, plusieurs petits groupes se rejoignent pour former une échappée de onze hommes : Bruno Armirail (Groupama FDJ), Sylvain Moniquet et Harm Vanhoucke (Lotto Soudal), Jacob Hindsgaul (Uno X Pro), Baptiste Planckaert (Intermarché Wanty Gobert), Fabien Doubey et Paul Ourselin (TotalEnergies), Kenny Molly, Marco Tizza et Luc Wirtgen (Bingoal Wallonie Bruxelles) et Pau Miquel (Kern Pharma). Cette échappée compte jusqu'à six minutes d'avance sur le peloton avant que l'écart ne diminue progressivement. Au sommet de la côte de Stockeu, ils ne sont plus que six en tête : Armirail, Moniquet, Vanhoucke, Doubey, Ourselin et Wirtgen. À une soixantaine de kilomètres de l'arrivée, dans une descente menée à vive allure, une importante chute se produit dans le peloton, mettant la moitié des coureurs à terre ou à l'arrêt et faisant comme principale victime le champion du monde français Julian Alaphilippe, contraint à l'abandon. L'équipe Bahrain Victorious, restée au complet, mène la chasse derrière les échappés.
Les fuyards abordent la côte de la Redoute (30 km du terme) avec 1'25" d'avance sur le peloton. Bruno Armirail s'isole en tête. Peu avant le sommet de cette côte, Remco Evenepoel (Quick-Step Alpha Vinyl) sort du peloton en plaçant une attaque tranchante. Aucun coureur du peloton ne peut le suivre. Il rattrape puis dépasse successivement les derniers membres de l'échappée matinale. Le dernier à être repris par le jeune Belge est le Français Bruno Armirail qui ne peut suivre Evenepoel dès les premières pentes de la côte de la Roche-aux-faucons. Derrière le Belge, un groupe d'une douzaine d'hommes reprenant la plupart des autres favoris se constitue après le sommet de la côte de la Roche-aux-faucons mais ne parvient pas à reprendre suffisamment de terrain. Aleksandr Vlasov (Bora Hansgrohe) s'extrait de ce groupe de chasse pour tenter de se rapprocher d'Evenepoel mais en vain. Au contraire, Remco Evenepoel accentue son avance dans la descente menant à Liège et remporte la victoire en solitaire sur le quai des Ardennes. Événement qui n'avait plus eu lieu depuis le Liège-Bastogne-Liège de 1976, le podium est 100 % belge avec Quinten Hermans et Wout van Aert.

## Classements

### Classements de la course
| \| Classement général \| Classement général \| Classement général \| Classement général \| Classement général \| \| Coureur \| Coureur \| Pays \| Équipe \| Temps \| \| ------------------ \| ------------------ \| ------------------ \| ---------------------------------- \| ------------------ \| \| 1er \| Remco Evenepoel \| Belgique \| Quick-Step Alpha Vinyl \| 6 h 12 min 48 s \| \| 2e \| Quinten Hermans \| Belgique \| Intermarché-Wanty-Gobert Matériaux \| + 48 s \| \| 3e \| Wout van Aert \| Belgique \| Jumbo-Visma \| + 48 s \| \| 4e \| Daniel Martínez \| Colombie \| Ineos Grenadiers \| + 48 s \| \| 5e \| Sergio Higuita \| Colombie \| Bora-Hansgrohe \| + 48 s \| \| 6e \| Dylan Teuns \| Belgique \| Bahrain Victorious \| + 48 s \| \| 7e \| Alejandro Valverde \| Espagne \| Movistar Team \| + 48 s \| \| 8e \| Neilson Powless \| États-Unis \| EF Education-EasyPost \| + 48 s \| \| 9e \| Marc Hirschi \| Suisse \| UAE Team Emirates \| + 48 s \| \| 10e \| Michael Woods \| Canada \| Israel-Premier Tech \| + 48 s \| \| 11e \| Jack Haig \| Australie \| Bahrain Victorious \| + 48 s \| \| 12e \| Enric Mas \| Espagne \| Movistar Team \| + 48 s \| \| 13e \| Jakob Fuglsang \| Danemark \| Israel-Premier Tech \| + 52 s \| \| 14e \| Aleksandr Vlasov \| Russie \| Bora-Hansgrohe \| + 1 min 36 s \| \| 15e \| Warren Barguil \| France \| Arkéa-Samsic \| + 1 min 36 s \| \| 16e \| Bruno Armirail \| France \| Groupama-FDJ \| + 2 min 30 s \| \| 17e \| Robert Stannard \| Australie \| Alpecin-Fenix \| + 2 min 30 s \| \| 18e \| Rudy Molard \| France \| Groupama-FDJ \| + 2 min 30 s \| \| 19e \| Xandro Meurisse \| Belgique \| Alpecin-Fenix \| + 2 min 30 s \| \| 20e \| Quentin Pacher \| France \| Groupama-FDJ \| + 2 min 30 s \| |                    |            |                                    |                 |
| |                    |            |                                    |                 |
| Source : ProCyclingStats |                    |            |                                    |                 |
| Classement général |                    |            |                                    |                 |
| Coureur | Coureur            | Pays       | Équipe                             | Temps           |
| 1er | Remco Evenepoel    | Belgique   | Quick-Step Alpha Vinyl             | 6 h 12 min 48 s |
| 2e | Quinten Hermans    | Belgique   | Intermarché-Wanty-Gobert Matériaux | + 48 s          |
| 3e | Wout van Aert      | Belgique   | Jumbo-Visma                        | + 48 s          |
| 4e | Daniel Martínez    | Colombie   | Ineos Grenadiers                   | + 48 s          |
| 5e | Sergio Higuita     | Colombie   | Bora-Hansgrohe                     | + 48 s          |
| 6e | Dylan Teuns        | Belgique   | Bahrain Victorious                 | + 48 s          |
| 7e | Alejandro Valverde | Espagne    | Movistar Team                      | + 48 s          |
| 8e | Neilson Powless    | États-Unis | EF Education-EasyPost              | + 48 s          |
| 9e | Marc Hirschi       | Suisse     | UAE Team Emirates                  | + 48 s          |
| 10e | Michael Woods      | Canada     | Israel-Premier Tech                | + 48 s          |
| 11e | Jack Haig          | Australie  | Bahrain Victorious                 | + 48 s          |
| 12e | Enric Mas          | Espagne    | Movistar Team                      | + 48 s          |
| 13e | Jakob Fuglsang     | Danemark   | Israel-Premier Tech                | + 52 s          |
| 14e | Aleksandr Vlasov   | Russie     | Bora-Hansgrohe                     | + 1 min 36 s    |
| 15e | Warren Barguil     | France     | Arkéa-Samsic                       | + 1 min 36 s    |
| 16e | Bruno Armirail     | France     | Groupama-FDJ                       | + 2 min 30 s    |
| 17e | Robert Stannard    | Australie  | Alpecin-Fenix                      | + 2 min 30 s    |
| 18e | Rudy Molard        | France     | Groupama-FDJ                       | + 2 min 30 s    |
| 19e | Xandro Meurisse    | Belgique   | Alpecin-Fenix                      | + 2 min 30 s    |
| 20e | Quentin Pacher     | France     | Groupama-FDJ                       | + 2 min 30 s    |

### Classements UCI
La course attribue des points au Classement mondial UCI 2022 selon le barème suivant :
| Position           | 1er | 2e  | 3e  | 4e  | 5e  | 6e  | 7e  | 8e  | 9e  | 10e | 11e | 12e | 13e | 14e | 15e | 16e à 20e | 21e à 30e | 31e à 50e | 51e à 55e | 56e à 60e |
| Classement général | 500 | 400 | 325 | 275 | 225 | 175 | 150 | 125 | 100 | 85  | 70  | 60  | 50  | 40  | 35  | 30        | 20        | 10        | 5         | 3         |

## Liste des participants
| Légende | Légende                                                                    | Légende | Légende                                                    |
| ------- | -------------------------------------------------------------------------- | ------- | ---------------------------------------------------------- |
| Num     | Dossard de départ porté par le coureur sur ce Liège-Bastogne-Liège         | Pos     | Position à l'arrivée de la course                          |
|         | Indique un maillot de champion national ou mondial, suivi de sa spécialité | NP      | Indique un coureur qui n'a pas pris le départ de la course |
| AB      | Indique un coureur qui n'a pas terminé la course                           | HD      | Indique un coureur qui a terminé la course hors des délais |

| UAE Team Emirates UAD | UAE Team Emirates UAD      | UAE Team Emirates UAD |
| --------------------- | -------------------------- | --------------------- |
| Num                   | Coureur                    | Pos                   |
| 1                     | Marc Hirschi (SUI)         | 9e                    |
| 2                     | George Bennett (NZL)       | AB                    |
| 3                     | Vegard Stake Laengen (NOR) | 112e                  |
| 4                     | Brandon McNulty (USA)      | AB                    |
| 5                     | Jan Polanc (SLO)           | 57e                   |
| 6                     | Marc Soler (ESP)           | 44e                   |
| 7                     | Diego Ulissi (ITA)         | 22e                   |

| Quick-Step Alpha Vinyl QST | Quick-Step Alpha Vinyl QST       | Quick-Step Alpha Vinyl QST |
| -------------------------- | -------------------------------- | -------------------------- |
| Num                        | Coureur                          | Pos                        |
| 11                         | Julian Alaphilippe (FRA) (route) | AB                         |
| 12                         | Tim Declercq (BEL)               | AB                         |
| 13                         | Remco Evenepoel (BEL)            | 1er                        |
| 14                         | Pieter Serry (BEL)               | 99e                        |
| 15                         | Mauri Vansevenant (BEL)          | 23e                        |
| 16                         | Ilan Van Wilder (BEL)            | AB                         |
| 17                         | Louis Vervaeke (BEL)             | 76e                        |

| Groupama-FDJ GFC | Groupama-FDJ GFC            | Groupama-FDJ GFC |
| ---------------- | --------------------------- | ---------------- |
| Num              | Coureur                     | Pos              |
| 21               | Valentin Madouas (FRA)      | 34e              |
| 22               | Bruno Armirail (FRA)        | 16e              |
| 23               | Kevin Geniets (LUX) (route) | 59e              |
| 24               | Matthieu Ladagnous (FRA)    | 95e              |
| 25               | Rudy Molard (FRA)           | 18e              |
| 26               | Quentin Pacher (FRA)        | 20e              |
| 27               | Anthony Roux (FRA)          | 60e              |

| Movistar Team MOV | Movistar Team MOV        | Movistar Team MOV |
| ----------------- | ------------------------ | ----------------- |
| Num               | Coureur                  | Pos               |
| 31                | Alejandro Valverde (ESP) | 7e                |
| 32                | Gorka Izagirre (ESP)     | 70e               |
| 33                | Oier Lazkano (ESP)       | AB                |
| 34                | Lluís Mas (ESP)          | AB                |
| 35                | Enric Mas (ESP)          | 12e               |
| 36                | Gregor Mühlberger (AUT)  | 73e               |
| 37                | Carlos Verona (ESP)      | 38e               |

| Israel-Premier Tech IPT | Israel-Premier Tech IPT    | Israel-Premier Tech IPT |
| ----------------------- | -------------------------- | ----------------------- |
| Num                     | Coureur                    | Pos                     |
| 41                      | Jakob Fuglsang (DEN)       | 13e                     |
| 42                      | Alessandro De Marchi (ITA) | 74e                     |
| 43                      | Omer Goldstein (ISR)       | AB                      |
| 44                      | Reto Hollenstein (SUI)     | AB                      |
| 45                      | Hugo Houle (CAN)           | 53e                     |
| 46                      | Daryl Impey (RSA)          | AB                      |
| 47                      | Michael Woods (CAN)        | 10e                     |

| Team DSM DSM | Team DSM DSM               | Team DSM DSM |
| ------------ | -------------------------- | ------------ |
| Num          | Coureur                    | Pos          |
| 51           | Romain Bardet (FRA)        | AB           |
| 52           | Mark Donovan (GBR)         | 104e         |
| 53           | Leon Heinschke (GER)       | AB           |
| 54           | Søren Kragh Andersen (DEN) | 25e          |
| 55           | Joris Nieuwenhuis (NED)    | 118e         |
| 56           | Florian Stork (GER)        | 120e         |
| 57           | Kevin Vermaerke (USA)      | 87e          |

| Trek-Segafredo TFS | Trek-Segafredo TFS       | Trek-Segafredo TFS |
| ------------------ | ------------------------ | ------------------ |
| Num                | Coureur                  | Pos                |
| 61                 | Bauke Mollema (NED)      | 29e                |
| 62                 | Julien Bernard (FRA)     | 50e                |
| 63                 | Gianluca Brambilla (ITA) | 64e                |
| 64                 | Dario Cataldo (ITA)      | 93e                |
| 65                 | Tony Gallopin (FRA)      | 91e                |
| 66                 | Mattias Skjelmose (DEN)  | 66e                |
| 67                 | Antwan Tolhoek (NED)     | 97e                |

| Bora-Hansgrohe BOH | Bora-Hansgrohe BOH           | Bora-Hansgrohe BOH |
| ------------------ | ---------------------------- | ------------------ |
| Num                | Coureur                      | Pos                |
| 71                 | Aleksandr Vlasov (RUS)       | 14e                |
| 72                 | Giovanni Aleotti (ITA)       | 77e                |
| 73                 | Cesare Benedetti (POL)       | 78e                |
| 74                 | Sergio Higuita (COL) (route) | 5e                 |
| 75                 | Jai Hindley (AUS)            | NP                 |
| 76                 | Wilco Kelderman (NED)        | AB                 |
| 77                 | Ide Schelling (NED)          | AB                 |

| Bahrain Victorious TBV | Bahrain Victorious TBV      | Bahrain Victorious TBV |
| ---------------------- | --------------------------- | ---------------------- |
| Num                    | Coureur                     | Pos                    |
| 81                     | Dylan Teuns (BEL)           | 6e                     |
| 82                     | Damiano Caruso (ITA)        | 41e                    |
| 83                     | Jack Haig (AUS)             | 11e                    |
| 84                     | Mikel Landa (ESP)           | 42e                    |
| 85                     | Matej Mohorič (SLO) (route) | 37e                    |
| 86                     | Wout Poels (NED)            | 39e                    |
| 87                     | Luis León Sánchez (ESP)     | 80e                    |

| Ineos Grenadiers IGD | Ineos Grenadiers IGD      | Ineos Grenadiers IGD |
| -------------------- | ------------------------- | -------------------- |
| Num                  | Coureur                   | Pos                  |
| 91                   | Daniel Martínez (COL)     | 4e                   |
| 92                   | Laurens De Plus (BEL)     | 101e                 |
| 93                   | Omar Fraile (ESP) (route) | AB                   |
| 94                   | Michał Kwiatkowski (POL)  | 100e                 |
| 95                   | Tom Pidcock (GBR)         | 103e                 |
| 96                   | Carlos Rodríguez (ESP)    | AB                   |
| 97                   | Geraint Thomas (GBR)      | 43e                  |

| Astana Qazaqstan Team AST | Astana Qazaqstan Team AST   | Astana Qazaqstan Team AST |
| ------------------------- | --------------------------- | ------------------------- |
| Num                       | Coureur                     | Pos                       |
| 101                       | Vincenzo Nibali (ITA)       | 30e                       |
| 102                       | Stefan de Bod (RSA)         | 54e                       |
| 103                       | David de la Cruz (ESP)      | 98e                       |
| 104                       | Fabio Felline (ITA)         | AB                        |
| 105                       | Aleksandr Riabushenko (BLR) | AB                        |
| 106                       | Simone Velasco (ITA)        | 92e                       |
| 107                       | Andrey Zeits (KAZ)          | 67e                       |

| Jumbo-Visma TJV | Jumbo-Visma TJV             | Jumbo-Visma TJV |
| --------------- | --------------------------- | --------------- |
| Num             | Coureur                     | Pos             |
| 111             | Wout van Aert (BEL) (route) | 3e              |
| 112             | Tiesj Benoot (BEL)          | NP              |
| 113             | Sepp Kuss (USA)             | 55e             |
| 114             | Sam Oomen (NED)             | 32e             |
| 115             | Timo Roosen (NED) (route)   | AB              |
| 116             | Jos van Emden (NED)         | AB              |
| 117             | Jonas Vingegaard (DEN)      | AB              |

| BikeExchange-Jayco BEX | BikeExchange-Jayco BEX        | BikeExchange-Jayco BEX |
| ---------------------- | ----------------------------- | ---------------------- |
| Num                    | Coureur                       | Pos                    |
| 121                    | Michael Matthews (AUS)        | AB                     |
| 122                    | Alexandre Balmer (SUI)        | AB                     |
| 123                    | Jack Bauer (NZL)              | 117e                   |
| 124                    | Tsgabu Grmay (ETH)            | 119e                   |
| 125                    | Christopher Juul Jensen (DEN) | AB                     |
| 126                    | Jan Maas (NED)                | 82e                    |
| 127                    | Nick Schultz (AUS)            | 45e                    |

| Cofidis COF | Cofidis COF            | Cofidis COF |
| ----------- | ---------------------- | ----------- |
| Num         | Coureur                | Pos         |
| 131         | Ion Izagirre (ESP)     | 27e         |
| 132         | Simon Geschke (GER)    | 35e         |
| 133         | Jesús Herrada (ESP)    | AB          |
| 134         | Victor Lafay (FRA)     | AB          |
| 135         | Guillaume Martin (FRA) | 33e         |
| 136         | Anthony Perez (FRA)    | 81e         |
| 137         | Rémy Rochas (FRA)      | 56e         |

| AG2R Citroën Team ACT | AG2R Citroën Team ACT        | AG2R Citroën Team ACT |
| --------------------- | ---------------------------- | --------------------- |
| Num                   | Coureur                      | Pos                   |
| 141                   | Benoît Cosnefroy (FRA)       | 24e                   |
| 142                   | Mikaël Cherel (FRA)          | 62e                   |
| 143                   | Dorian Godon (FRA)           | AB                    |
| 144                   | Bob Jungels (LUX)            | 58e                   |
| 145                   | Paul Lapeira (FRA)           | 72e                   |
| 146                   | Aurélien Paret-Peintre (FRA) | 40e                   |
| 147                   | Lawrence Warbasse (USA)      | AB                    |

| Lotto-Soudal LTS | Lotto-Soudal LTS         | Lotto-Soudal LTS |
| ---------------- | ------------------------ | ---------------- |
| Num              | Coureur                  | Pos              |
| 151              | Philippe Gilbert (BEL)   | 46e              |
| 152              | Sébastien Grignard (BEL) | AB               |
| 153              | Matthew Holmes (GBR)     | 68e              |
| 154              | Sylvain Moniquet (BEL)   | 31e              |
| 155              | Harm Vanhoucke (BEL)     | 75e              |
| 156              | Viktor Verschaeve (BEL)  | 79e              |
| 157              | Tim Wellens (BEL)        | 86e              |

| Arkéa-Samsic ARK | Arkéa-Samsic ARK        | Arkéa-Samsic ARK |
| ---------------- | ----------------------- | ---------------- |
| Num              | Coureur                 | Pos              |
| 161              | Warren Barguil (FRA)    | 15e              |
| 162              | Winner Anacona (COL)    | 71e              |
| 163              | Anthony Delaplace (FRA) | 51e              |
| 164              | Élie Gesbert (FRA)      | AB               |
| 165              | Simon Guglielmi (FRA)   | 65e              |
| 166              | Matîs Louvel (FRA)      | 106e             |
| 167              | Łukasz Owsian (POL)     | AB               |

| EF Education-EasyPost EFE | EF Education-EasyPost EFE  | EF Education-EasyPost EFE |
| ------------------------- | -------------------------- | ------------------------- |
| Num                       | Coureur                    | Pos                       |
| 171                       | Ruben Guerreiro (POR)      | AB                        |
| 172                       | Alberto Bettiol (ITA)      | 69e                       |
| 173                       | Simon Carr (GBR)           | AB                        |
| 174                       | Odd Christian Eiking (NOR) | AB                        |
| 175                       | Ben Healy (IRL)            | AB                        |
| 176                       | Neilson Powless (USA)      | 8e                        |
| 177                       | Rigoberto Urán (COL)       | AB                        |

| Uno-X Pro Cycling Team UXT | Uno-X Pro Cycling Team UXT  | Uno-X Pro Cycling Team UXT |
| -------------------------- | --------------------------- | -------------------------- |
| Num                        | Coureur                     | Pos                        |
| 181                        | Tobias Johannessen (NOR)    | AB                         |
| 182                        | Idar Andersen (NOR)         | AB                         |
| 183                        | Fredrik Dversnes (NOR)      | 108e                       |
| 184                        | Anders Johannessen (NOR)    | 115e                       |
| 185                        | Jacob Hindsgaul (DEN)       | 109e                       |
| 186                        | Torjus Sleen (NOR)          | 113e                       |
| 187                        | Jonas Gregaard Wilsly (DEN) | 28e                        |

| Intermarché-Wanty-Gobert Matériaux IWG | Intermarché-Wanty-Gobert Matériaux IWG | Intermarché-Wanty-Gobert Matériaux IWG |
| -------------------------------------- | -------------------------------------- | -------------------------------------- |
| Num                                    | Coureur                                | Pos                                    |
| 191                                    | Domenico Pozzovivo (ITA)               | 26e                                    |
| 192                                    | Jan Bakelants (BEL)                    | 85e                                    |
| 193                                    | Quinten Hermans (BEL)                  | 2e                                     |
| 194                                    | Simone Petilli (ITA)                   | 94e                                    |
| 195                                    | Baptiste Planckaert (BEL)              | AB                                     |
| 196                                    | Corné van Kessel (NED)                 | AB                                     |
| 197                                    | Georg Zimmermann (GER)                 | AB                                     |

| Alpecin-Fenix AFC | Alpecin-Fenix AFC       | Alpecin-Fenix AFC |
| ----------------- | ----------------------- | ----------------- |
| Num               | Coureur                 | Pos               |
| 201               | Xandro Meurisse (BEL)   | 19e               |
| 202               | Floris De Tier (BEL)    | 61e               |
| 203               | Jimmy Janssens (BEL)    | AB                |
| 204               | Kristian Sbaragli (ITA) | 47e               |
| 205               | Robert Stannard (AUS)   | 17e               |
| 206               | Scott Thwaites (GBR)    | AB                |
| 207               | Jay Vine (AUS)          | 84e               |

| TotalEnergies TEN | TotalEnergies TEN        | TotalEnergies TEN |
| ----------------- | ------------------------ | ----------------- |
| Num               | Coureur                  | Pos               |
| 211               | Alexis Vuillermoz (FRA)  | 21e               |
| 212               | Jérémy Cabot (FRA)       | AB                |
| 213               | Fabien Doubey (FRA)      | 52e               |
| 214               | Valentin Ferron (FRA)    | 49e               |
| 215               | Fabien Grellier (FRA)    | AB                |
| 216               | Paul Ourselin (FRA)      | 36e               |
| 217               | Cristian Rodríguez (ESP) | AB                |

| Bingoal Pauwels Sauces WB BWB | Bingoal Pauwels Sauces WB BWB | Bingoal Pauwels Sauces WB BWB |
| ----------------------------- | ----------------------------- | ----------------------------- |
| Num                           | Coureur                       | Pos                           |
| 221                           | Johan Meens (BEL)             | AB                            |
| 222                           | Rémy Mertz (BEL)              | 107e                          |
| 223                           | Kenny Molly (BEL)             | 96e                           |
| 224                           | Mathijs Paasschens (NED)      | 83e                           |
| 225                           | Tom Paquot (BEL)              | 89e                           |
| 226                           | Marco Tizza (ITA)             | 121e                          |
| 227                           | Luc Wirtgen (LUX)             | 48e                           |

| Sport Vlaanderen-Baloise SVB | Sport Vlaanderen-Baloise SVB | Sport Vlaanderen-Baloise SVB |
| ---------------------------- | ---------------------------- | ---------------------------- |
| Num                          | Coureur                      | Pos                          |
| 231                          | Jenno Berckmoes (BEL)        | 110e                         |
| 232                          | Ruben Apers (BEL)            | 90e                          |
| 233                          | Kamiel Bonneu (BEL)          | NP                           |
| 234                          | Vito Braet (BEL)             | 111e                         |
| 235                          | Alex Colman (BEL)            | AB                           |
| 236                          | Gilles De Wilde (BEL)        | AB                           |
| 237                          | Julian Mertens (BEL)         | AB                           |

| Equipo Kern Pharma EKP | Equipo Kern Pharma EKP   | Equipo Kern Pharma EKP |
| ---------------------- | ------------------------ | ---------------------- |
| Num                    | Coureur                  | Pos                    |
| 241                    | Urko Berrade (ESP)       | AB                     |
| 242                    | Francisco Galván (ESP)   | 116e                   |
| 243                    | Raúl García Pierna (ESP) | 105e                   |
| 244                    | Pau Miquel (ESP)         | 63e                    |
| 245                    | Ibon Ruiz (ESP)          | 102e                   |
| 246                    | Eugenio Sánchez (ESP)    | 88e                    |
| 247                    | Danny van der Tuuk (NED) | 114e                   |

| UAE Team Emirates UAD | UAE Team Emirates UAD      | UAE Team Emirates UAD |
| --------------------- | -------------------------- | --------------------- |
| Num                   | Coureur                    | Pos                   |
| 1                     | Marc Hirschi (SUI)         | 9e                    |
| 2                     | George Bennett (NZL)       | AB                    |
| 3                     | Vegard Stake Laengen (NOR) | 112e                  |
| 4                     | Brandon McNulty (USA)      | AB                    |
| 5                     | Jan Polanc (SLO)           | 57e                   |
| 6                     | Marc Soler (ESP)           | 44e                   |
| 7                     | Diego Ulissi (ITA)         | 22e                   |

| Quick-Step Alpha Vinyl QST | Quick-Step Alpha Vinyl QST       | Quick-Step Alpha Vinyl QST |
| -------------------------- | -------------------------------- | -------------------------- |
| Num                        | Coureur                          | Pos                        |
| 11                         | Julian Alaphilippe (FRA) (route) | AB                         |
| 12                         | Tim Declercq (BEL)               | AB                         |
| 13                         | Remco Evenepoel (BEL)            | 1er                        |
| 14                         | Pieter Serry (BEL)               | 99e                        |
| 15                         | Mauri Vansevenant (BEL)          | 23e                        |
| 16                         | Ilan Van Wilder (BEL)            | AB                         |
| 17                         | Louis Vervaeke (BEL)             | 76e                        |

| Groupama-FDJ GFC | Groupama-FDJ GFC            | Groupama-FDJ GFC |
| ---------------- | --------------------------- | ---------------- |
| Num              | Coureur                     | Pos              |
| 21               | Valentin Madouas (FRA)      | 34e              |
| 22               | Bruno Armirail (FRA)        | 16e              |
| 23               | Kevin Geniets (LUX) (route) | 59e              |
| 24               | Matthieu Ladagnous (FRA)    | 95e              |
| 25               | Rudy Molard (FRA)           | 18e              |
| 26               | Quentin Pacher (FRA)        | 20e              |
| 27               | Anthony Roux (FRA)          | 60e              |

| Movistar Team MOV | Movistar Team MOV        | Movistar Team MOV |
| ----------------- | ------------------------ | ----------------- |
| Num               | Coureur                  | Pos               |
| 31                | Alejandro Valverde (ESP) | 7e                |
| 32                | Gorka Izagirre (ESP)     | 70e               |
| 33                | Oier Lazkano (ESP)       | AB                |
| 34                | Lluís Mas (ESP)          | AB                |
| 35                | Enric Mas (ESP)          | 12e               |
| 36                | Gregor Mühlberger (AUT)  | 73e               |
| 37                | Carlos Verona (ESP)      | 38e               |

| Israel-Premier Tech IPT | Israel-Premier Tech IPT    | Israel-Premier Tech IPT |
| ----------------------- | -------------------------- | ----------------------- |
| Num                     | Coureur                    | Pos                     |
| 41                      | Jakob Fuglsang (DEN)       | 13e                     |
| 42                      | Alessandro De Marchi (ITA) | 74e                     |
| 43                      | Omer Goldstein (ISR)       | AB                      |
| 44                      | Reto Hollenstein (SUI)     | AB                      |
| 45                      | Hugo Houle (CAN)           | 53e                     |
| 46                      | Daryl Impey (RSA)          | AB                      |
| 47                      | Michael Woods (CAN)        | 10e                     |

| Team DSM DSM | Team DSM DSM               | Team DSM DSM |
| ------------ | -------------------------- | ------------ |
| Num          | Coureur                    | Pos          |
| 51           | Romain Bardet (FRA)        | AB           |
| 52           | Mark Donovan (GBR)         | 104e         |
| 53           | Leon Heinschke (GER)       | AB           |
| 54           | Søren Kragh Andersen (DEN) | 25e          |
| 55           | Joris Nieuwenhuis (NED)    | 118e         |
| 56           | Florian Stork (GER)        | 120e         |
| 57           | Kevin Vermaerke (USA)      | 87e          |

| Trek-Segafredo TFS | Trek-Segafredo TFS       | Trek-Segafredo TFS |
| ------------------ | ------------------------ | ------------------ |
| Num                | Coureur                  | Pos                |
| 61                 | Bauke Mollema (NED)      | 29e                |
| 62                 | Julien Bernard (FRA)     | 50e                |
| 63                 | Gianluca Brambilla (ITA) | 64e                |
| 64                 | Dario Cataldo (ITA)      | 93e                |
| 65                 | Tony Gallopin (FRA)      | 91e                |
| 66                 | Mattias Skjelmose (DEN)  | 66e                |
| 67                 | Antwan Tolhoek (NED)     | 97e                |

| Bora-Hansgrohe BOH | Bora-Hansgrohe BOH           | Bora-Hansgrohe BOH |
| ------------------ | ---------------------------- | ------------------ |
| Num                | Coureur                      | Pos                |
| 71                 | Aleksandr Vlasov (RUS)       | 14e                |
| 72                 | Giovanni Aleotti (ITA)       | 77e                |
| 73                 | Cesare Benedetti (POL)       | 78e                |
| 74                 | Sergio Higuita (COL) (route) | 5e                 |
| 75                 | Jai Hindley (AUS)            | NP                 |
| 76                 | Wilco Kelderman (NED)        | AB                 |
| 77                 | Ide Schelling (NED)          | AB                 |

| Bahrain Victorious TBV | Bahrain Victorious TBV      | Bahrain Victorious TBV |
| ---------------------- | --------------------------- | ---------------------- |
| Num                    | Coureur                     | Pos                    |
| 81                     | Dylan Teuns (BEL)           | 6e                     |
| 82                     | Damiano Caruso (ITA)        | 41e                    |
| 83                     | Jack Haig (AUS)             | 11e                    |
| 84                     | Mikel Landa (ESP)           | 42e                    |
| 85                     | Matej Mohorič (SLO) (route) | 37e                    |
| 86                     | Wout Poels (NED)            | 39e                    |
| 87                     | Luis León Sánchez (ESP)     | 80e                    |

| Ineos Grenadiers IGD | Ineos Grenadiers IGD      | Ineos Grenadiers IGD |
| -------------------- | ------------------------- | -------------------- |
| Num                  | Coureur                   | Pos                  |
| 91                   | Daniel Martínez (COL)     | 4e                   |
| 92                   | Laurens De Plus (BEL)     | 101e                 |
| 93                   | Omar Fraile (ESP) (route) | AB                   |
| 94                   | Michał Kwiatkowski (POL)  | 100e                 |
| 95                   | Tom Pidcock (GBR)         | 103e                 |
| 96                   | Carlos Rodríguez (ESP)    | AB                   |
| 97                   | Geraint Thomas (GBR)      | 43e                  |

| Astana Qazaqstan Team AST | Astana Qazaqstan Team AST   | Astana Qazaqstan Team AST |
| ------------------------- | --------------------------- | ------------------------- |
| Num                       | Coureur                     | Pos                       |
| 101                       | Vincenzo Nibali (ITA)       | 30e                       |
| 102                       | Stefan de Bod (RSA)         | 54e                       |
| 103                       | David de la Cruz (ESP)      | 98e                       |
| 104                       | Fabio Felline (ITA)         | AB                        |
| 105                       | Aleksandr Riabushenko (BLR) | AB                        |
| 106                       | Simone Velasco (ITA)        | 92e                       |
| 107                       | Andrey Zeits (KAZ)          | 67e                       |

| Jumbo-Visma TJV | Jumbo-Visma TJV             | Jumbo-Visma TJV |
| --------------- | --------------------------- | --------------- |
| Num             | Coureur                     | Pos             |
| 111             | Wout van Aert (BEL) (route) | 3e              |
| 112             | Tiesj Benoot (BEL)          | NP              |
| 113             | Sepp Kuss (USA)             | 55e             |
| 114             | Sam Oomen (NED)             | 32e             |
| 115             | Timo Roosen (NED) (route)   | AB              |
| 116             | Jos van Emden (NED)         | AB              |
| 117             | Jonas Vingegaard (DEN)      | AB              |

| BikeExchange-Jayco BEX | BikeExchange-Jayco BEX        | BikeExchange-Jayco BEX |
| ---------------------- | ----------------------------- | ---------------------- |
| Num                    | Coureur                       | Pos                    |
| 121                    | Michael Matthews (AUS)        | AB                     |
| 122                    | Alexandre Balmer (SUI)        | AB                     |
| 123                    | Jack Bauer (NZL)              | 117e                   |
| 124                    | Tsgabu Grmay (ETH)            | 119e                   |
| 125                    | Christopher Juul Jensen (DEN) | AB                     |
| 126                    | Jan Maas (NED)                | 82e                    |
| 127                    | Nick Schultz (AUS)            | 45e                    |

| Cofidis COF | Cofidis COF            | Cofidis COF |
| ----------- | ---------------------- | ----------- |
| Num         | Coureur                | Pos         |
| 131         | Ion Izagirre (ESP)     | 27e         |
| 132         | Simon Geschke (GER)    | 35e         |
| 133         | Jesús Herrada (ESP)    | AB          |
| 134         | Victor Lafay (FRA)     | AB          |
| 135         | Guillaume Martin (FRA) | 33e         |
| 136         | Anthony Perez (FRA)    | 81e         |
| 137         | Rémy Rochas (FRA)      | 56e         |

| AG2R Citroën Team ACT | AG2R Citroën Team ACT        | AG2R Citroën Team ACT |
| --------------------- | ---------------------------- | --------------------- |
| Num                   | Coureur                      | Pos                   |
| 141                   | Benoît Cosnefroy (FRA)       | 24e                   |
| 142                   | Mikaël Cherel (FRA)          | 62e                   |
| 143                   | Dorian Godon (FRA)           | AB                    |
| 144                   | Bob Jungels (LUX)            | 58e                   |
| 145                   | Paul Lapeira (FRA)           | 72e                   |
| 146                   | Aurélien Paret-Peintre (FRA) | 40e                   |
| 147                   | Lawrence Warbasse (USA)      | AB                    |

| Lotto-Soudal LTS | Lotto-Soudal LTS         | Lotto-Soudal LTS |
| ---------------- | ------------------------ | ---------------- |
| Num              | Coureur                  | Pos              |
| 151              | Philippe Gilbert (BEL)   | 46e              |
| 152              | Sébastien Grignard (BEL) | AB               |
| 153              | Matthew Holmes (GBR)     | 68e              |
| 154              | Sylvain Moniquet (BEL)   | 31e              |
| 155              | Harm Vanhoucke (BEL)     | 75e              |
| 156              | Viktor Verschaeve (BEL)  | 79e              |
| 157              | Tim Wellens (BEL)        | 86e              |

| Arkéa-Samsic ARK | Arkéa-Samsic ARK        | Arkéa-Samsic ARK |
| ---------------- | ----------------------- | ---------------- |
| Num              | Coureur                 | Pos              |
| 161              | Warren Barguil (FRA)    | 15e              |
| 162              | Winner Anacona (COL)    | 71e              |
| 163              | Anthony Delaplace (FRA) | 51e              |
| 164              | Élie Gesbert (FRA)      | AB               |
| 165              | Simon Guglielmi (FRA)   | 65e              |
| 166              | Matîs Louvel (FRA)      | 106e             |
| 167              | Łukasz Owsian (POL)     | AB               |

| EF Education-EasyPost EFE | EF Education-EasyPost EFE  | EF Education-EasyPost EFE |
| ------------------------- | -------------------------- | ------------------------- |
| Num                       | Coureur                    | Pos                       |
| 171                       | Ruben Guerreiro (POR)      | AB                        |
| 172                       | Alberto Bettiol (ITA)      | 69e                       |
| 173                       | Simon Carr (GBR)           | AB                        |
| 174                       | Odd Christian Eiking (NOR) | AB                        |
| 175                       | Ben Healy (IRL)            | AB                        |
| 176                       | Neilson Powless (USA)      | 8e                        |
| 177                       | Rigoberto Urán (COL)       | AB                        |

| Uno-X Pro Cycling Team UXT | Uno-X Pro Cycling Team UXT  | Uno-X Pro Cycling Team UXT |
| -------------------------- | --------------------------- | -------------------------- |
| Num                        | Coureur                     | Pos                        |
| 181                        | Tobias Johannessen (NOR)    | AB                         |
| 182                        | Idar Andersen (NOR)         | AB                         |
| 183                        | Fredrik Dversnes (NOR)      | 108e                       |
| 184                        | Anders Johannessen (NOR)    | 115e                       |
| 185                        | Jacob Hindsgaul (DEN)       | 109e                       |
| 186                        | Torjus Sleen (NOR)          | 113e                       |
| 187                        | Jonas Gregaard Wilsly (DEN) | 28e                        |

| Intermarché-Wanty-Gobert Matériaux IWG | Intermarché-Wanty-Gobert Matériaux IWG | Intermarché-Wanty-Gobert Matériaux IWG |
| -------------------------------------- | -------------------------------------- | -------------------------------------- |
| Num                                    | Coureur                                | Pos                                    |
| 191                                    | Domenico Pozzovivo (ITA)               | 26e                                    |
| 192                                    | Jan Bakelants (BEL)                    | 85e                                    |
| 193                                    | Quinten Hermans (BEL)                  | 2e                                     |
| 194                                    | Simone Petilli (ITA)                   | 94e                                    |
| 195                                    | Baptiste Planckaert (BEL)              | AB                                     |
| 196                                    | Corné van Kessel (NED)                 | AB                                     |
| 197                                    | Georg Zimmermann (GER)                 | AB                                     |

| Alpecin-Fenix AFC | Alpecin-Fenix AFC       | Alpecin-Fenix AFC |
| ----------------- | ----------------------- | ----------------- |
| Num               | Coureur                 | Pos               |
| 201               | Xandro Meurisse (BEL)   | 19e               |
| 202               | Floris De Tier (BEL)    | 61e               |
| 203               | Jimmy Janssens (BEL)    | AB                |
| 204               | Kristian Sbaragli (ITA) | 47e               |
| 205               | Robert Stannard (AUS)   | 17e               |
| 206               | Scott Thwaites (GBR)    | AB                |
| 207               | Jay Vine (AUS)          | 84e               |

| TotalEnergies TEN | TotalEnergies TEN        | TotalEnergies TEN |
| ----------------- | ------------------------ | ----------------- |
| Num               | Coureur                  | Pos               |
| 211               | Alexis Vuillermoz (FRA)  | 21e               |
| 212               | Jérémy Cabot (FRA)       | AB                |
| 213               | Fabien Doubey (FRA)      | 52e               |
| 214               | Valentin Ferron (FRA)    | 49e               |
| 215               | Fabien Grellier (FRA)    | AB                |
| 216               | Paul Ourselin (FRA)      | 36e               |
| 217               | Cristian Rodríguez (ESP) | AB                |

| Bingoal Pauwels Sauces WB BWB | Bingoal Pauwels Sauces WB BWB | Bingoal Pauwels Sauces WB BWB |
| ----------------------------- | ----------------------------- | ----------------------------- |
| Num                           | Coureur                       | Pos                           |
| 221                           | Johan Meens (BEL)             | AB                            |
| 222                           | Rémy Mertz (BEL)              | 107e                          |
| 223                           | Kenny Molly (BEL)             | 96e                           |
| 224                           | Mathijs Paasschens (NED)      | 83e                           |
| 225                           | Tom Paquot (BEL)              | 89e                           |
| 226                           | Marco Tizza (ITA)             | 121e                          |
| 227                           | Luc Wirtgen (LUX)             | 48e                           |

| Sport Vlaanderen-Baloise SVB | Sport Vlaanderen-Baloise SVB | Sport Vlaanderen-Baloise SVB |
| ---------------------------- | ---------------------------- | ---------------------------- |
| Num                          | Coureur                      | Pos                          |
| 231                          | Jenno Berckmoes (BEL)        | 110e                         |
| 232                          | Ruben Apers (BEL)            | 90e                          |
| 233                          | Kamiel Bonneu (BEL)          | NP                           |
| 234                          | Vito Braet (BEL)             | 111e                         |
| 235                          | Alex Colman (BEL)            | AB                           |
| 236                          | Gilles De Wilde (BEL)        | AB                           |
| 237                          | Julian Mertens (BEL)         | AB                           |

| Equipo Kern Pharma EKP | Equipo Kern Pharma EKP   | Equipo Kern Pharma EKP |
| ---------------------- | ------------------------ | ---------------------- |
| Num                    | Coureur                  | Pos                    |
| 241                    | Urko Berrade (ESP)       | AB                     |
| 242                    | Francisco Galván (ESP)   | 116e                   |
| 243                    | Raúl García Pierna (ESP) | 105e                   |
| 244                    | Pau Miquel (ESP)         | 63e                    |
| 245                    | Ibon Ruiz (ESP)          | 102e                   |
| 246                    | Eugenio Sánchez (ESP)    | 88e                    |
| 247                    | Danny van der Tuuk (NED) | 114e                   |